# Le Mont-sur-Lausanne
Pour les articles homonymes, voir Le Mont (homonymie).
Le Mont-sur-Lausanne (/lə mɔ̃.syʁ.lɔ.zan/ ) est une ville et commune du canton de Vaud située dans le district de Lausanne, sur les pentes méridionales du Jorat. La commune est divisée en trois parties : le Petit Mont, le Grand Mont et les Planches. Quatre communes entourent le Mont-sur-Lausanne : la commune de Cugy (au nord), la commune d'Épalinges (à l'est), la commune de Romanel-sur-Lausanne (à l'ouest) et la commune de Lausanne (au sud).

## Géographie

### Situation

Photo aérienne (1964).

La commune de Le Mont-sur-Lausanne s'étend sur 9,82 km2. Lors du relevé de 2013-2018, les surfaces d'habitations et d'infrastructures représentaient 33,7 % de sa superficie, les surfaces agricoles 47,6 %, les surfaces boisées 17,9 % et les surfaces improductives 0,0 %.
Le territoire de Le Mont-sur-Lausanne s'étend sur les pentes méridionales du Jorat, entre le cours supérieur de la Louve lausannoise, dite ici la Piauliausaz, et celui du Flon. Cette commune touche à Épalinges et Lausanne à l'est, Cugy au nord, Vernand-Lausanne au nord-est, Romanel-sur-Lausanne à l'est et Lausanne au sud-ouest et au sud. La commune est subdivisée en trois sections : Le Petit-Mont au sud de l'église, centre administratif du village, Le Grand-Mont, situé un kilomètre plus au nord, avec l'ancienne maison seigneuriale, et Les Planches, qui se trouvent plus haut, en direction du Chalet-à-Gobet.
La commune comprend en outre de nombreux lieux-dits et hameaux, notamment En Budron, La Clochatte, Etavez, Longerayes, Martines, Les Meules, Montenailles, La Naz, Penau, La Viannaz et les domaines de Manloud, Chalet-aux-Bœufs et du Chalet-de-la-Ville.

### Transports

#### Accès au Mont-sur-Lausanne
Il y a plusieurs moyens d'accéder au Mont-sur-Lausanne. Tout d'abord par la route en empruntant la sortie de Lausanne-Blécherette sur l'autoroute A9. Par le bus avec soit la ligne 8, soit la ligne 60 des transports lausannois. Encore par le train, en sortant à la gare CFF de Lausanne et en prenant la ligne 3 puis 60 de bus ou en prenant le métro M2 et la ligne 8.

#### Tramway
Le tramway fait son apparition en même temps que l'installation téléphonique. Les premiers plans sont présentés en 1903, mais le premier tram ne circule qu'en 1907. Cette construction a d'abord été estimée à 75 000 francs dont 25 000 payés par la commune du Mont. Mais en 1908, alors que le tramway est déjà en marche, la Compagnie demande encore 15 000 francs, la commune du Mont d'abord refuse mais leur accorde pour finir 2 000 francs supplémentaires. Le tramway a tout de suite été apprécié par les citadins. Il se présentait sous la forme de grandes caisses jaunes et vertes. Mais ce moyen de transport avait un prix : dix à trente centimes l'aller simple et 165 francs pour l'abonnement général en 1906.

### Urbanisation
Un remaniement parcellaire concernant 46 hectares vise à accueillir sur la commune 2500 à 3000 personnes supplémentaires.

## Toponymie
Le Mont-sur-Lausanne est mentionné une première fois en 1237 en tant que Monte super Lausannam. La présence d'un article dans le nom du lieu, en Suisse romande, signifie généralement que la localité s'est constitué après le Xe siècle.

## Histoire
Au Moyen Âge, Le Mont, divisé en plusieurs fiefs, dépendait de l'évêché de Lausanne, ses hommes étant astreints au service militaire sous la bannière de la Cité de Lausanne. Dès le XVe siècle, il existe au Mont un fief appartenant aux donzels de Mont, qui ont laissé peu de traces dans les archives. Ce fief est ensuite détenu par la famille de Cojonay, puis par les d'Arnay, en faveur desquels on reconnaît un fief noble en 1571. Leur succèdent en 1586 les Bergier, qui détiennent cette seigneurie jusqu'à la Révolution vaudoise en 1798. Au XVIIIe siècle, un grand gouverneur, un maréchal et trois petits gouverneurs (un par hameau) administraient la commune.
Très longtemps, les habitants du Mont se sont consacrés essentiellement à l'agriculture. Le village comptait environ 1 000 habitants vers 1850 et 1900, puis croît par urbanisation progressive et gagne en population : 1 383 habitants en 1950, 2 692 en 1970, 5 182 en 2000. La commune devient donc zone résidentielle et industrielle et développe les quartiers de villas du Petit-Mont, des Planches et de la Perrause, ainsi que les zones industrielles du Rionzi, de Budron et de la Clochatte. En 2024, à la suite de sa croissance démographique, la commune devient officiellement une ville d'après la définition de l'Office fédéral de la statistique.

## Politique
Le Conseil communal du Mont-sur-Lausanne est l'organe délibérant. Il exerce un contrôle sur l'activité de la Municipalité (pouvoir exécutif) et de l'administration communale. Il est composé de 65 membres qui se réunissent sept fois par année. 
La Municipalité représente le pouvoir exécutif. Jusqu'en 2021, elle était composée de sept membres, dont une personne occupant la fonction de syndic. Elle ne compte désormais plus que 5 membres, dont le syndic.
La législature dure désormais cinq ans, depuis l'entrée en vigueur de la Constitution vaudoise le 14 avril 2003.

## Population et société

### Gentilé
Les habitants de la commune se nomment les Montains. Ils sont surnommés les brebis et les pique-genièvre,.

### Démographie

#### Évolution de la population
La commune compte 9 272 habitants au 31 décembre 2023 pour une densité de population de 944 hab/km2. Sur la période 2010-2023, sa population a augmenté de 66,9 % (canton : 18,6 % ; Suisse : 9,4 %).  

#### Pyramide des âges
En 2023, le taux de personnes de moins de 30 ans s'élève à 36,4 %, au-dessus de la valeur cantonale (34,6 %). Le taux de personnes de plus de 60 ans est quant à lui de 19,8 %, alors qu'il est de 22,5 % au niveau cantonal.
La même année, la commune compte 4 635 hommes pour 4 637 femmes, soit un taux de 50 % d'hommes, supérieur à celui du canton (49,1 %).
| Hommes | Classe d’âge | Femmes |
| ------ | ------------ | ------ |
| 0,8    | 90 ans ou +  | 1,6    |
| 6,4    | 75 à 89 ans  | 8,1    |
| 11,2   | 60 à 74 ans  | 11,4   |
| 20,9   | 45 à 59 ans  | 20,5   |
| 22,7   | 30 à 44 ans  | 23,7   |
| 17,9   | 15 à 29 ans  | 16,1   |
| 20,2   | - de 14 ans  | 18,5   |

| Hommes | Classe d’âge | Femmes |
| ------ | ------------ | ------ |
| 0,6    | 90 ans ou +  | 1,4    |
| 6,5    | 75 à 89 ans  | 8,7    |
| 13,5   | 60 à 74 ans  | 14,3   |
| 20,9   | 45 à 59 ans  | 20,9   |
| 22,3   | 30 à 44 ans  | 21,7   |
| 19,6   | 15 à 29 ans  | 17,7   |
| 16,6   | - de 14 ans  | 15,3   |

### Sociétés locales
Au Mont, comme dans bien d’autres communes, existent diverses sociétés locales ouvertes aussi bien aux femmes qu’aux hommes comme : le Chœur mixte « l’Écho des bois » (c’est l’ancêtre des sociétés locales) fondé en 1860, les Abbayes réunies, les Paysannes vaudoises, la Société de tir (anciennement, Armes de guerre), la section du Mont de la Fédération suisse de gymnastique, l'Union des sociétés locales, la Société de jeunesse, le football club du Mont et l'Union instrumentale du Mont-sur-Lausanne.

## Économie
La commune du Mont se subdivise en quatre zones industrielles (Rionzi, Budron, La Viane et La Clochatte) qui abritent plus de six cents entreprises offrant huit mille emplois. Une quinzaine d'exploitations agricoles emploient trente personnes environ.

## Culture et patrimoine
Il existe un club de football Football Club Le Mont-sur-Lausanne depuis 1942.

## Patrimoine bâti
Château. Jaques Bergier construit le château en 1590, mais il est incendié et les deux tours détruites. Une partie dite la Grange neuve du château appartient encore aujourd'hui à la famille Bergier tandis que l'autre partie a été vendue en 1832 à la famille Henneberger.
Chapelle. Avant la Réforme protestante en 1536, il y avait au Mont, près du cimetière actuel, une chapelle dédiée à Saint-Jean-l'Évangéliste, qui était filiale de l'église Saint-Paul à Lausanne. De fréquentes réparations après la Réforme ont été la cause de nombreux conflits relatifs au paiement des travaux. En 1795, cette chapelle étant délabrée et trop petite, on la démolit pour construire le temple actuel. 
Temple réformé (1796-1797) situé En Coppoz, dont les plans ont été dessinés probablement par Auguste Bergier, maisonneur forain de la Ville de Lausanne. Clocher-façade saillant, peut-être inspiré du temple de Morges. À l'intérieur du clocher, se trouve une ancienne et une nouvelle cloche offerte par les autorités. Restauration en 1927 par l'architecte Gilliard et Godet.
Cure (1834-1835), sobre bâtiment néoclassique, par l'architecte lausannois Henri Perregaux.
Selon une recension de 2018, la commune compte à peu près autant d'emplois que d'habitants, mais seulement 10 % de la main-d'œuvre serait montaine, ce qui souligne l'intégration de l'agglomération dans le tissu économique lausannois. La commune héberge par ailleurs le siège du leader suisse des stations de recharge pour véhicules électriques Green Motion.

### Héraldique
De gueules au châtaignier arraché d'argent, brochant sur un mont à trois coupeaux du même, au chef du second. Ces armoiries communales ont été adoptées en 1929. Les couleurs rappellent les anciennes attaches de ce village avec la ville de Lausanne. Le châtaignier sur un mont rappelle la place du même nom, au haut du village, très prisée par les habitants de cette localité.

### Fonds d'archives
- Fonds : Archives communales (1501-). Le Mont-sur-Lausanne : Commune du Mont-sur-Lausanne (présentation en ligne).